# Symploce bispota
Symploce bispota är en kackerlacksart som beskrevs av Patrick C.Y. Woo och P. Feng 1988. Symploce bispota ingår i släktet Symploce och familjen småkackerlackor. Inga underarter finns listade i Catalogue of Life.